# Рио Браво (филм)
Рио Браво (енгл. Rio Bravo) је амерички вестерн филм из 1959. године, режисера и продуцента Хауарда Хокса, у коме главне улоге тумаче Џон Вејн, Дин Мартин, Рики Нелсон, Енџи Дикинсон, Волтер Бренан и Ворд Бонд. Сценарио су написали Џулс Фуртман и Ли Брекет на основу приповетке „Рио Браво” Б. Х. Макембел, а радња прати тексашког шерифа који хапси брата моћног локалног ранчера због убиства, а затим мора да га држи у затвору док не дође амерички маршал. Уз помоћ хромог старца, пијанца и младог револвераша, они сузбијају банду ранчера. Филм је снимљен на локацији у студију изван Тусона у Аризони.
Године 2014, Конгресна библиотека је одабрала филм за чување у Националном регистру филмова Сједињених Држава због „културног, историјског или естетског значаја”.

## Радња
Џо Бердет, размажени млађи брат богатог ранчера Нејтана Бердета, исмејава градског пијанца Дуда бацајући му новчић у пљуваоницу. Шериф, Џон Т. Ченс, спречава Дуда да посегне у посуду, што овог наводи да нападне и онесвести Ченса. Џо почиње да туче Дуда из забаве, пуцајући и убијајући ненаоружаног пролазника који покушава да га заустави. Ченс се опоравља, прати Џоа у Нејтанов лични салон и, уз помоћ Дуда, савладава Нејтанове људе и хапси Џоа због убиства.
Ченсов пријатељ Пет Вилер покушава да уђе у град са конвојем кочијама са залихама и динамитом, али мора да се пробије кроз људе Нејтана Бердета. Ченс открива да су он, Дуд (који је био заменик пре него што је постао пијанац) и његов остарели заменик Стампи све што стоји између Нејтанове мале војске и Џоа, кога желе да ослободе. Ченс примећује младог револвераша Колорадо Рајана у Вилеровом конвоју, али Колорадо обећава да неће правити проблеме.
Те ноћи, Карлос Робанте, власник локалног хотела, упозорава Ченса да Вилер покушава да регрутује борце. Ченс покушава да заустави Вилера, не желећи да ико буде повређен због њега. Вилер пита Колорада да ли би могао да помогне, али Колорадо одбија, сматрајући да то није његова борба. Ченс тада примећује намештену карташку игру у хотелу. Препознавши једног од играча као тражену жену, „Федерс”, удовицу коцкара преваранта, он се суочава са њом. Међутим, Колорадо открива да је други играч варалица.
На улици, Вилер је убијен. Ченс и Дуд прогоне убицу у Нејтанов салон, а Ченс дозвољава Дуду да се докаже и суочи са убицом, заслужујући поштовање Нејтанових људи. Колорадо и остали Вилерови људи су приморани да остану у граду да чекају судски налог којим ће се Вилерова имовина разделити, а конвој је остављен иза Бердетовог складишта. Након што Федерс потајно остане будна целе ноћи да би са пушком чувала Ченса, изнервирана Ченс јој наређује да напусти град ради њене безбедности. Она одбија, а њих двоје почињу да се везују.
Сам Нејтан долази у град. Стампи, од раније у завади са Нејтаном пошто му је овај узео земљу, прети да ће пуцати на Џоа ако почну невоље око затвора. Као одговор на ов, Нејтан тера музичаре из салона да више пута свирају „El Degüello” („Кољачку песму”). Колорадо схвата да песма значи да Нејтан неће показати милост и упозорава Ченса.
Ченс враћа Дуду његово старо оружје, нешто одеће и црни шешир који је оставио за собом када је постао пијанац, а Дуд се брије, покушавајући да почне живот изнова. Стампи не препознаје Дуда када се врати, и пуца на њега, кидајући му живце. Следећег дана, Дуд је још уздрман и налази се у заседи Бердетових људи, који прете да ће га убити ако Ченс не пусти Џоа. Колорадо и Федерс одвлаче пажњу људе довољно дуго да Ченс узме своју пушку, а он и Колорадо убијају банду и ослобађају Дуда. Дуд размишља да одустане и препусти Колораду да заузме његово место, али када чује да свирају „El Degüello”, одлучује да ствар доведе до краја.
Дуд и Ченс се враћају у хотел како би Дуд могао да се окупа, али Бердетови људи заробљавају Карлосову жену Консуелу и користе је да намаме Ченса у замку. Дуд каже Ченсу да одведе људе у затвор, под изговором да ће Стампи пустити Џоа. Међутим, Стампи отвара ватру, као што је Дуд и предвидео. У насталом хаосу, неки људи доводе Дуда до Нејтана, који захтева замену — Дуд за Џоа. Ченс се слаже, али доводи Колорада као резерву. Дуд и Џо се препиру током размене и долази до ватреног обрачуна. Стампи баца штапове динамита из конвоја у складиште где су Бердет и његови људи скривени; Ченс и Дуд их детонирају својим оружјем, нагло прекидајући борбу.
Са оба Бердета и њихових неколико преживелих наоружаних људи у затвору, Ченс је коначно у стању да проведе неко време са Федерс и призна јој своја осећања. Колорадо се добровољно јавља да чува затвор, омогућавајући Стампију и Дуду да уживају у ноћном изласку у граду.

## Улоге
| Глумац                  | Улога            |
| ----------------------- | ---------------- |
| Џон Вејн                | Џон Т. Ченс      |
| Дин Мартин              | Дуд              |
| Рики Нелсон             | Колорадо Рајан   |
| Енџи Дикинсон           | Федерс           |
| Волтер Бренан           | Стампи           |
| Ворд Бонд               | Пет Вилер        |
| Џон Расел               | Нејтан Бердет    |
| Педро Гонзалез Гонзалез | Карлос Робанте   |
| Естелита Родригез       | Консуела Робанте |
| Клод Акинс              | Џо Бердет        |

## Продукција
Екстеријери за филм су снимљени у студију Old Tucson, недалеко од Тусона, а филм је сниман у лето 1958. године.
Прича је приписана „Б. Х. Макембел”. Према биографији Хауард Хокс: Сива лисица Холивуда Тода Макартија, ово је заправо била Хоксова најстарија ћерка, Барбара Хокс Макембел (Макембел је њено венчано презиме). Њен допринос филму је била идеја да се у крајњем обрачуну користи динамит.
Као што је често био случај у његовим вестерн филмова, Вејн је у филму носио своју копчу за каиш „Red River D”. Она се јасно може видети у сцени када Нејтан Бердет долази да посети свог брата Џоа у затвору где га држе због америчког маршала, око 60 минута након почетка филма; и поново у сцени у којој Вејн, Рики Нелсон и Енџи Дикинсон имају посла са тројицом Бердетових људи испред хотела.

## Музика
Музику за филм је компоновао Димитри Тиомкин. Његова партитура укључује злослутну тему „El Degüello”, која се чује неколико пута. Лик Колорада идентификује мелодију као „Кољачку песму”. Он прича да је песма пуштена по наређењу генерала Антонија Лопеза де Санта Ане Тексашанима који су се скривали у Аламу, како би им ставио до знања да им неће пружити милосрђе. Песма је касније коришћена у Вејновом филму Аламо (1960). Композитор Енио Мориконе присетио се да га је редитељ Серђо Леоне замолио да напише музику по узору на Димитрија Тиомкина за филм За шаку долара.
Пошто су у филму глумили певач Дин Мартин и тинејџерски идол Рики Нелсон, Хокс је укључио три песме у саундтрек. Пре великог обрачуна, у затворској станици, Мартин пева песму „My Rifle, My Pony, and Me” (која садржи нови текст Пола Френсиса Вебстера на Тиомкинову мелодију која се појавила у филму Црвена река), у пратњи Нелсона, након чега Нелсон пева кратку верзију песме „Get Along Home, Cindy”, у пратњи Мартина и Бренана. Током завршне шпице, Мартин, уз оркестар Нелсона Ридла, пева песму „Rio Bravo”, чију је музику осмислио Тиомкин, а текст је написао Пол Френсис Вебстер. Нелсон је касније одао почаст и филму и његовом лику, Колораду, укључивши песму „”Restless Kid на своју плочу Ricky Sings Again.
Чланови вестерн писаца Америке изабрали су „My Rifle, My Pony, and Me” као једну од 100 најбољих вестерн песама свих времена.

## Тачно у поднедебата
Рио Браво је настао као одговор на филм Тачно у подне, кога неки сматрају алегоријом за стављање на црну листу у Холивуду, као и критику макартизма. Вејн је касније назвао Тачно у подне „неамеричким” и рекао да не жали што је помогао да се сценариста, Карл Форман, отера из земље. Режисер Хауард Хокс је почео да критикује Тачно у подне рекавши: „Нисам мислио да ће добар шериф трчати по граду као кокошка са одсеченом главом тражећи помоћ, и да ће на крају његова жена квекерка морати да га спасе”. Према историчару филма Емануелу Левију, Вејн и Хокс су се намерно удружили да би испричали донекле сличну причу на свој начин: приказујући хероја који не показује страх или унутрашњи сукоб и који никада не одбацује своју посвећеност јавној дужности, док се удружује само са способним људима, упркос понудама за помоћ многих других ликова. Ченс такође наводи забринутост за безбедност оних који нуде помоћ, а његови страхови се потврђују када прва таква понуда резултира брзим убиством једног лика. У Рио Браву, Ченс је окружен савезницима — замеником који је храбар и добар са пиштољем, упркос опоравку од алкохолизма (Дуд), младим несуђеним, али самоувереним револверашем (Колорадо), шепајућим, тврдоглаво оданим осакаћеним старцем (Стампи), мексичким гостионичарем (Карлос), његовом женом (Консуела) и привлачном младом женом (Федерс) — и стално одбија помоћ од било кога за кога мисли да не може да му помогне.

## Пријем
У Уједињеном Краљевству, часопис Sight & Sound испрва није ни објавио рецензију филма; Лесли Халивел дао је филму две од четири звездице у свом Филмском водичу, описујући га као „весело предугачак вестерн који се споро креће” који је ипак „веома гледљив за оне који имају времена”. Филм су озбиљније схватили британски критичари као што је Робин Вуд, који га је оценио као свој најбољи филм свих времена и написао књигу о њему 2003. за Британски филмски институт. Полин Кејл је филм назвала „блесавим, али са жаром; има неких финих акционих секвенци, а чини се да глумци уживају у својим улогама”. Рио Браво је био други по рангу вестерн (укупно 63. филм) у анкети критичара часописа Sight & Sound 2012. о најбољим филмовима икада снимљеним. Амерички филмски институт је 2008. номиновао овај филм за своју листу 10 најбољих вестерн филмова.
Филм на веб-сајту Rotten Tomatoes има рејтинг одобравања од 96% на основу 46 рецензија, са просечном оценом од 8,3/10. Консензус веб-сајта гласи: „Рио Браво открива да режисер Хауард Хокс – и његова звездана глумачка екипа – раде на свом врхунцу, а крајњи резултат је врхунски класик вестерн жанра.
Режисер Квентин Тарантино назвао је Рио Браво својим „омиљеним филмом за гледање с друштвом”. Једном је изјавио да ако се његовој партнерки не допадне филм, неће наставити везу.

## Наслеђе
Хауард Хокс је касније режирао две слободне варијације Рио Брава са идејом да шериф брани своју канцеларију од зараћених одметника. Џон Вејн је глумио у оба филма; први је био Ел Дорадо 1966. са Робертом Мичамом који је играо варијацију оригиналне улоге Дина Мартина, док је други био Рио Лобо 1970. године.
Филм Напад на полицијску станицу 13 из 1976. у режији Џона Карпентера инспирисан је причом и окружењем Рио Брава.